# Tapajó (S-33)
Pour les articles homonymes, voir Tapajó.
Le Tapajó (pennant number : S-33) est un sous-marin de classe Tupi de la marine brésilienne. Il a été construit au chantier naval Arsenal de la Marine de Rio de Janeiro, sur l’île des Cobras. Lancé le 5 juin 1998, il est incorporé à la Marine le 21 décembre 1999.

## Projet
Il fait partie de la stratégie d’acquisition du domaine complet du cycle "Conception, construction et réparation" de ces moyens. Il a été le troisième sous-marin de sa classe construit au Brésil.
Il est basé sur le projet allemand type 209, qui est devenu au Brésil la classe Tupi. Surnommé « Marlin Bleu », sa devise est « Toujours présent, jamais détecté ».

## Origine du nom
Le Tapajó est le troisième navire à porter ce nom dans la Marine brésilienne, en hommage à un groupe indigène brésilien désormais éteint qui vivait au XVIIe siècle à proximité des basses rivières de Rio Madeira et Rio Tapajós, dans l’État brésilien d’Amazonas. Son nom est aussi un hommage à la rivière Rio Tapajós.